# بولاتا
بولاتا (به لاتین: Bolata) یک ساحل در بلغارستان است که در کاوارنا واقع شده‌است.